# دوغلاس سيلفا دلفينو
دوغلاس سيلفا دلفينو هو لاعب كرة قدم برازيلي، ولد في 22 أبريل 1983 في بورتو أليغري في البرازيل. لعب مع غريميو بورتو أليغرينزي ونادي سيارا ونادي كوريتيبا.

## وصلات خارجية
- دوغلاس سيلفا دلفينو على موقع قاعدة بيانات كرة القدم.إي يو (الإنجليزية)